# Фелпс, Самюэл
Самюэл Фелпс (англ. Samuel Phelps; 13 февраля 1804, Плимут-Док (ныне Девонпорт, Плимут) — 6 ноября 1878, Куперсейл, Эппинг-Форест, Эссекс) — британский театральный деятель, актёр и режиссёр. Считается одним из крупнейших английских режиссёров XIX века.

## Биография
В молодости играл в провинциальных театрах. В 1837 году стал выступать в лондонском театре «Хеймаркет», где позднее исполнял заглавные роли в пьесах Шекспира («Венецианский купец»).
Сотрудничал с Уильямом Чарльзом Макриди в Королевском театре Ковент-Гардене, играя роли Отелло и Яго.
Играл роли Гамлета, Ричарда III, Короля Лира, Фальстафа («Виндзорские проказницы»), Мальволио («Двенадцатая ночь») и др. Игра С. Фелпса отличалась простотой, естественностью, мастерством перевоплощения. В последний раз Фелпс вышел на сцену в образе кардинала Вулси в пьесе «Генрих VIII».

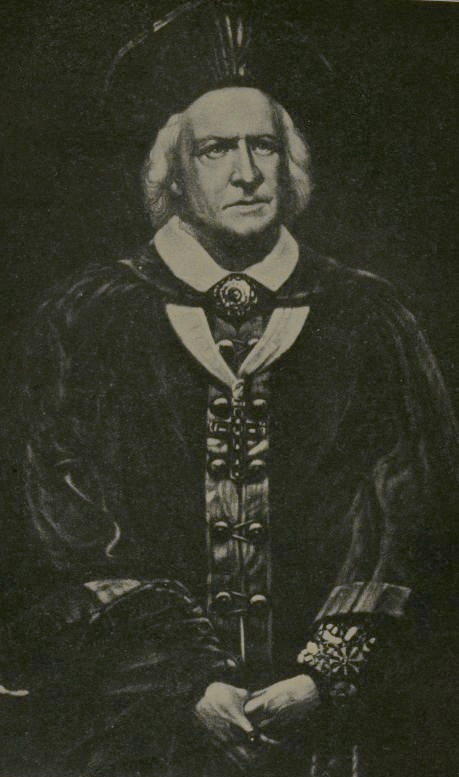
С. Фелпс в роли кардинала Вулси в пьесе «Генрих VIII»

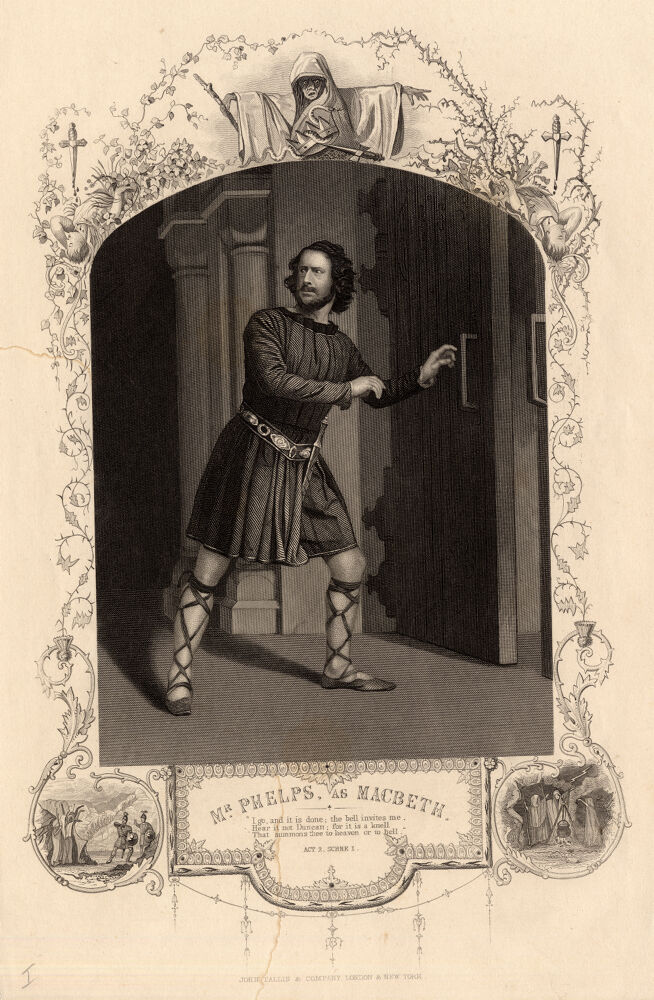
С. Фелпс в роли Макбета

В 1844—1862 годах руководил лондонским театром «Сэдлерс-Уэллс». На сцене этого театра поставил практически все (за исключением шести) пьесы Шекспира и сыграл в них сам. Некоторые из которых (например, «Зимняя сказка» и «Мера за меру») не ставились с момента их премьеры в театре «Глобус». Все его постановки отличались глубиной режиссёрского восприятия текста и в то же время вниманием к деталям. Творчество С. Фелпса имело большое значение для формирования реалистических принципов в английском режиссёрском искусстве, утверждало воспитательную роль театра.
С. Фелпса опубликовал под своей редакцией 2-томное издание пьес Шекспира (1852—1854).
Похоронен на Хайгейтском кладбище.